# Norge i olympiska vinterspelen 2018
Norge deltog i de olympiska vinterspelen 2018 i Pyeongchang, Sydkorea, med en trupp på 106 idrottare (79 män och 27 kvinnor) fördelade på elva sporter.
Vid invigningsceremonin bars Norges flagga av skidskytten Emil Hegle Svendsen.
Den norska truppen tog totalt 39 medaljer, vilket är rekord. Det gamla rekordet på 37 medaljer hade USA från OS i Vancouver 2010. Den norska längdskidåkaren Marit Bjørgen vann 5 medaljer och har därmed vunnit totalt 14 medaljer i olympiska spel, vilket också är rekord.

## Medaljörer
| Medalj | Namn | Sport                         | Gren                    | Datum            |
| ------ | --- | ----------------------------- | ----------------------- | ---------------- |
| Guld   | Aksel Lund Svindal | Alpin skidåkning              | Herrarnas störtlopp     | 15 februari 2018 |
| Guld   | Maren Lundby | Backhoppning                  | Damernas normalbacke    | 12 februari 2018 |
| Guld   | Daniel-André Tande Andreas Stjernen Johann André Forfang Robert Johansson                                               | Backhoppning                  | Lagtävling              | 19 februari 2018 |
| Guld   | Øystein Bråten | Freestyle                     | Herrarnas slopestyle    | 18 februari 2018 |
| Guld   | Håvard Lorentzen | Hastighetsåkning på skridskor | Herrarnas 500 meter     | 19 februari 2018 |
| Guld   | Håvard Bøkko Sindre Henriksen Simen Spieler Nilsen Sverre Lunde Pedersen                                                | Hastighetsåkning på skridskor | Herrarnas lagtempo      | 21 februari 2018 |
| Guld   | Ragnhild Haga | Längdskidåkning               | Damernas 10 km          | 15 februari 2018 |
| Guld   | Marit Bjørgen | Längdskidåkning               | Damernas 30 km          | 25 februari 2018 |
| Guld   | Ingvild Flugstad Østberg Astrid Jacobsen Ragnhild Haga Marit Bjørgen                                                    | Längdskidåkning               | Damernas stafett        | 17 februari 2018 |
| Guld   | Simen Hegstad Krüger | Längdskidåkning               | Herrarnas skiathlon     | 11 februari 2018 |
| Guld   | Johannes Høsflot Klæbo                                                                                                  | Längdskidåkning               | Herrarnas sprint        | 13 februari 2018 |
| Guld   | Martin Johnsrud Sundby Johannes Høsflot Klæbo                                                                           | Längdskidåkning               | Herrarnas sprintstafett | 21 februari 2018 |
| Guld   | Didrik Tønseth Martin Johnsrud Sundby Simen Hegstad Krüger Johannes Høsflot Klæbo                                       | Längdskidåkning               | Herrarnas stafett       | 18 februari 2018 |
| Guld   | Johannes Thingnes Bø | Skidskytte                    | Herrarnas 20 km         | 15 februari 2018 |
| Silver | Ragnhild Mowinckel | Alpin skidåkning              | Damernas storslalom     | 15 februari 2018 |
| Silver | Ragnhild Mowinckel | Alpin skidåkning              | Damernas störtlopp      | 21 februari 2018 |
| Silver | Henrik Kristoffersen | Alpin skidåkning              | Herrarnas storslalom    | 18 februari 2018 |
| Silver | Kjetil Jansrud | Alpin skidåkning              | Herrarnas störtlopp     | 15 februari 2018 |
| Silver | Johann André Forfang | Backhoppning                  | Herrarnas normalbacke   | 10 februari 2018 |
| Silver | Håvard Lorentzen | Hastighetsåkning på skridskor | Herrarnas 1 000 meter   | 23 februari 2018 |
| Silver | Marit Bjørgen | Längdskidåkning               | Damernas skiathlon      | 10 februari 2018 |
| Silver | Maiken Caspersen Falla                                                                                                  | Längdskidåkning               | Damernas sprint         | 13 februari 2018 |
| Silver | Simen Hegstad Krüger | Längdskidåkning               | Herrarnas 15 km         | 16 februari 2018 |
| Silver | Martin Johnsrud Sundby                                                                                                  | Längdskidåkning               | Herrarnas skiathlon     | 11 februari 2018 |
| Silver | Jan Schmid Espen Andersen Jarl Magnus Riiber Jørgen Graabak                                                             | Nordisk kombination           | Lagtävling              | 22 februari 2018 |
| Silver | Marte Olsbu | Skidskytte                    | Damernas sprint         | 10 februari 2018 |
| Silver | Lars Helge Birkeland Tarjei Bø Johannes Thingnes Bø Emil Hegle Svendsen                                                 | Skidskytte                    | Herrarnas stafett       | 23 februari 2018 |
| Silver | Marte Olsbu Tiril Eckhoff Johannes Thingnes Bø Emil Hegle Svendsen                                                      | Skidskytte                    | Mixstafett              | 20 februari 2018 |
| Brons  | Kjetil Jansrud | Alpin skidåkning              | Herrarnas super-G       | 16 februari 2018 |
| Brons  | Kristin Lysdahl Leif Kristian Nestvold-Haugen Nina Haver-Løseth Sebastian Foss-Solevåg Maren Skjøld Jonathan Nordbotten | Alpin skidåkning              | Lagtävling              | 24 februari 2018 |
| Brons  | Robert Johansson | Backhoppning                  | Herrarnas normalbacke   | 10 februari 2018 |
| Brons  | Robert Johansson | Backhoppning                  | Stor backe              | 17 februari 2018 |
| Brons  | Kristin Skaslien Magnus Nedregotten                                                                                     | Curling                       | Mixed dubbel            | 22 februari 2018 |
| Brons  | Sverre Lunde Pedersen                                                                                                   | Hastighetsåkning på skridskor | Herrarnas 5 000 meter   | 11 februari 2018 |
| Brons  | Marit Bjørgen | Längdskidåkning               | Damernas 10 km          | 15 februari 2018 |
| Brons  | Maiken Caspersen Falla Marit Bjørgen                                                                                    | Längdskidåkning               | Damernas sprintstafett  | 21 februari 2018 |
| Brons  | Hans Christer Holund | Längdskidåkning               | Herrarnas skiathlon     | 11 februari 2018 |
| Brons  | Tiril Eckhoff | Skidskytte                    | Damernas masstart       | 17 februari 2018 |
| Brons  | Emil Hegle Svendsen | Skidskytte                    | Herrarnas masstart      | 18 februari 2018 |